# Stephen Hadley
Pour les articles homonymes, voir Stephen et Hadley.
Stephen Hadley (né le 13 février 1947 à Toledo en Ohio) est le 21e conseiller à la sécurité nationale des États-Unis, en fonction auprès du président George W. Bush, lors de son second mandat, de janvier 2005 à janvier 2009.
Du 22 janvier 2001 au 26 janvier 2005, il est conseiller-adjoint à la sécurité nationale et assistant auprès du président. 

## Biographie

### Études et carrière
Diplômé d'un B.A. de l'Université Cornell en 1969, où il a été membre de la fraternité Phi Kappa Psi, il est titulaire d'un doctorat en droit de l'université Yale. Officier dans la marine des États-Unis de 1972 à 1975, il est analyste auprès du contrôleur d’un groupe d’analyse du ministère de la Défense (1972-1974). Remarqué par le général Brent Scowcroft, Hadley rejoint le Conseil de sécurité nationale sous l'administration du président Gerald Ford (1974-1977). 
En 1977, il rejoint le secteur privé comme avocat dans le cabinet Shea & Gardner, conseiller juridique du premier fabricant d’armes mondial, Lockheed Martin. Il y reste pendant 24 ans.
En 1986-1987, il est conseiller spécial auprès de la commission établi par le Président Ronald Reagan chargée d'enquêter sur les ventes d'armes américaines à l'Iran (affaire Iran-Contra). 
En 1989, il devient assistant pour la politique de sécurité nationale auprès de Dick Cheney, le secrétaire à la Défense des États-Unis dans l'administration du président George H. W. Bush où il traite notamment de l’invasion du Panama et la première guerre du Golfe. 
En 1993, Hadley devient membre de Scowcroft Group, un conseil privé stratégique dirigé par Brent Scowcroft où il côtoie le général Colin Powell et Condoleezza Rice. Administrateur de l’Advanced National Strategies and Enabling Results (ANSER), un institut privé émanant de la Rand Corporation qui travaille sur la définition du concept de « Homeland Security », il s'investit également dans un think tank conservateur, le National Institute for Public Policy (NIPP - Institut national de politique publique) qui produit un document exposant les conditions d'utilisation de la force nucléaire par l'armée américaine. En 2001, ce groupe participe à un panel consultatif sur les concepts de dissuasion à la demande de la nouvelle administration Bush qui débouche sur la nouvelle doctrine nucléaire officielle en 2002. 
Lors de la campagne présidentielle de 2000, Hadley est l'un des huit spécialistes chargés de former le candidat républicain, George W. Bush, à la politique internationale.
En 2001, George W. Bush, une fois élu président, le nomme conseiller-adjoint, chargé de la coordination générale, au sein du Conseil de sécurité nationale. 
En 2002, Stephen Hadley supervise la création du « Projet pour les démocraties en transition » pour aider les pays d'Europe centrale et orientale comme la Géorgie, le Bélarus et l'Ukraine avec pour terme leur intégration dans l’OTAN. Il cofonde également le "Comité pour la libération de l’Irak" chargé de mobiliser l’opinion publique américaine et soutenir l'action du président américain contre l'Irak de Saddam Hussein. 
Tenu pour responsable d'avoir fait insérer dans le discours sur l'état de l'Union que le président prononce devant le Congrès, une référence aux faits non prouvés que le gouvernement de Saddam Hussein tentait de se fournir en uranium au Niger, il présente sa démission en juillet 2003, que le président refuse. En novembre 2004, George W. Bush le choisit pour succéder à Condoleezza Rice et être son conseiller à la sécurité nationale lors de sa seconde administration.

### Vie personnelle
Hadley est marié à Ann, un avocat du département de la Justice, et a deux filles adultes.